# Речиця (Карловаць)
45°31′ пн. ш. 15°40′ сх. д. / 45.51° пн. ш. 15.66° сх. д.
Речиця (хорв. Rečica) — населений пункт у Хорватії, в Карловацькій жупанії у складі міста Карловаць.

## Населення
Населення за даними перепису 2011 року становило 538 осіб.
Динаміка чисельності населення поселення: